# Limax subalpinus
Limax subalpinus is een slakkensoort uit de familie van de Limacidae. De wetenschappelijke naam van de soort is voor het eerst geldig gepubliceerd in 1880 door Lessona.